# Accord Quartet
A 2001-ben alapított Accord Quartet sokszínű, sokféle műfajra és stílusra nyitott repertoárt alakított ki, fennállásuk alatt a zenei élet meghatározó egyéniségeivé váltak. Nemcsak a klasszikus kamarazenei repertoárban mozognak otthonosan, szívesen próbálják ki magukat akár a kísérleti opera, akár a könnyebb műfajok világában is. A nagyközönség a vonósnégyest mégis leginkább a modern zene iránti elkötelezettségéről ismeri, hiszen számos olyan művet mutattak be, melyeket kifejezetten az együttes számára komponáltak.

## Tagjai
- Mező Péter (hegedű)
- Veér Csongor (hegedű)
- Kondor Péter (mélyhegedű)
- Ölveti Mátyás (cselló)

## Pályafutásuk
Mesterkurzuson, vagy külföldi iskolákban tanultak a műfaj legnagyobbjaitól, így az Amadeus Quartet, Alban Berg Quartet, Janáček Quartet, Smetana Quartet, Mozaik Quartet, Hagen Quartet, LaSalle Quartet, Cleveland Quartet és a Bartók vonósnégyes tagjaitól.
Magyarországon koncerteztek a Budapesti Őszi Fesztiválon, a Budapesti Tavaszi Fesztiválon, a Magyar Rádióban, a Zeneakadémián, a Francia Intézetben, Eszterházán és a Magyar Tudományos Akadémián.
Európa szinte minden országában felléptek többek között olyan neves koncerttermekben mint a Brüsszeli Szépművészeti Múzeumban (BOZAR), a Madridi Szépművészeti Múzeum és a szentpétervári Ermitázs. 2008 áprilisában a Brüsszeli Tudományos Akadémián a belga királyi családnak és Magyar Köztársasági Elnöknek és kíséretének adtak koncertet.
Neves zeneszerzők komponáltak nekik vonósnégyest: Fekete Gyula, Vajda János, Zombola Péter, Kákonyi Árpád, Kovács Zoltán és Berta István. Továbbá Petrovics Emil, Kurt Schwertzig és John Corigliano vonósnégyeseit a szerzőkkel tanulták és játszották.
2005 júniusától a Magyar Állam két hegedűvel és egy csellóval támogatja az együttest. 2008 februárjától Guminár Tamás által készített Gasparo da Saló kópia erősíti az együttest.
2004 novemberében megjelent első lemezük.
2002, 2003 és 2004 nyarán részt vettek a Bécs-Budapest-Prága Nemzetközi Nyári Akadémián.
2003-ban az Orlando Festival vendégei, 2004-ben és 2005-ben és 2007-ben a santanderi nyári akadémia és fesztivál (Encuentro de Musica y Academia de Santander, Spanyolország) résztvevői voltak.
Közreműködtek a Madách Kamara Színházban Puskin Borisz Godunovjában (rendező: Kovalik Balázs).
2010-ben elnyerték a Junior Príma díjat.
2009-ben a nemzetközi Brahms-versenyen, Pörtschachban 1. díjat nyertek.
2002-ben, Ausztriában a Bécs-Budapest-Prága Nemzetközi Nyári Akadémián Thomastik-Infeld díjat, 2003-ban Kodály 1. díjat, ugyanitt 2004-ben Bartók 1. díjat nyertek.
A 2003-as Weiner Leó Országos Kamaraversenyen I. díjat szereztek.
2006-ban az Artisjus a kortárs zene terén kifejtett kiemelkedő teljesítményükért előadóművészi díjban részesítette.
2006-ban a madridi Escuela Superior de Música de Reina Sofia iskolában Rainer Schmidtnél (Hagen Quartet) tanultak, 2007 októberétől Water Levin (LaSalle Quartet) és Rainer Schmidt tanítványai a bázeli Hochschule Für Musik akadémián.